# Трубчанинов, Сергей Васильевич
Сергей Васильевич Трубчанинов (17 октября 1962, село Тальянки Тальновского района Черкасской области) — украинский историк, краевед, издатель. Кандидат исторических наук (1989). Член Национального союза краеведов Украины .

## Биографические сведения
Сергей Трубчанинов родился 17 октября 1962 года на Черкащине. Его отец Василий Михайлович (1925 — 1973) был кандидатом экономических наук, работал деканом зоотехнического факультета Каменец-Подольского сельскохозяйственного института (ныне Подольский государственный аграрно-технический университет).
Сергей в 1984 году окончил исторический факультет Каменец-Подольского педагогического института, в 1989 году — аспирантуру на кафедре истории СССР Одесского университета.
С 1989 года работает в Каменец-Подольском педагогическом институте (ныне Каменец-Подольский национальный университет имени Ивана Огиенко). Был ассистентом, старшим преподавателем, доцентом, ныне — профессор кафедры истории Украины. Одновременно с 1998 года Сергей Трубчанинов — основатель, директор и главный редактор издательства «Оиюм», которое специализируется на выпуске исторической и краеведческой литературы.
В университете, в частности, преподает курс исторической географии Украины. В 2002-2005 годах для студентов издал по этому предмету учебно-методическое пособие-практикум, учебное пособие и курс лекций. Работает над докторской диссертацией по исторической географии Украины.